# '바이킹 리버 크루즈 법인 대 모리아나' 소송
바이킹 리버 크루즈 법인 대 모리아나, 연방 596번 ___쪽(2022)은 연방중재법의 범위와 관련한 연방대법원 사건이었다.

## 배경
그것의 2011 ‘유한책임회사[a limited liability corporation] 에이티앤티 모빌리티 대 콘셉시온[사람이름]' 판결에서, 연방대법원은 판결했는데 연방중재법이 주법을 무효화한다고 그랬는데 노동 협상에서 계급 행동[집단 소송]이라는 거부권을 금지하는 주법 말이다. 캘리포니아의 '시민 검찰총장 법'은 노동자들에게 허용하는데 법정에서 비슷하게 어떤 상황에 처해진 사람들의 이익을 주장하도록 말이다. 그것의 2014년 '이스카니안[사람이름] 대 로스앤젤레스, 유한책임회사 시엘에스 교통' 판결에서, 캘리포니아 대법원은 판결했는데 '콘셉시온'의 경우가 시민 검찰총장 법[Private Attorney General Act] 적용 사건에 대한 연방중재법[Federal Arbitration Act] 무효화로 확장되지 않는다고 말이다. 연방 9순회 항소 법원은 2015년에 ‘사캅 대 룩소티카 북미 법인’ 사건에서 2대1로 판결했고, 대법원은 두 사건 모두에서 인용을 확정하지 않았다. ‘에픽 시스템즈 법인 대 루이스’ 사건 이후에, 중재를 반대하는 대부분의 주정부 법들에 대한 연방중재법의 무효화를 반복했던 사건 이후에, 회사들은 다시 '시민 검찰총장 법' 적용의 실효성에 의문을 제기했다.

앤지 모리아나는 판매부장으로 일했는데 2016년부터 2017년까지 바이킹 리버 크루즈에서 말이다. 그녀의 고용 계약은 중재 조항을 포함했지만, 그녀가 바이킹을 떠난 후에, 그녀는 '시민 검찰총장 법'으로 회사를 고소했는데, 캘리포니아 노동법 위반 혐의로 말이다. 바이킹은 나아가서 중재를 강제했고, 1심 법원과 캘리포니아 항소법원은 모두 그것을 기각했다. 캘리포니아 대법원은 재심 청구를 기각했고, 바이킹은 상고 신청서를 제출했다.

## 대법원
상고 허가는 2021년 12월 15일에 그 사건에 내려졌다. 구두변론이 2022년 3월 30일에 열렸다. 2022년 6월 15일에, 대법원이 캘리포니아 항소법원으로 환송했는데, 모리아나의 시민 검찰총장 법 적용 주장이 연방중재법에 의해 부분적으로 무효화되었다고 판단하면서 말이다.